# Clay Greenbush
Clay Greenbush, właśc. Clay William Joseph Bush (ur. w 1968 w Los Angeles) – amerykański aktor.

## Życiorys
Syn aktora Billy’ego Green Busha oraz brat aktorek dziecięcych, bliźniaczek Lindsay i Sidney Greenbush.
Debiutował, nieprzedstawiany w czołówkach, w filmach swojego ojca Pięć łatwych utworów (1970) i Pechowa Electra Glide (1973). W drugiej połowie lat 70. pojawiał się jako jeden z uczniów w serialu swoich sióstr Domek na prerii (1974–1984). Swój prawdziwy debiut miał jednak dopiero w 1994 roku. Odtwarza głównie role drugoplanowe.

## Filmografia
- 1994: Saved by the Bell: Wedding in Las Vegas – zawodnik drużyny Czerwonych
- 1996: Beverly Hills Bordello – Jack Jamison (występ gościnny w odcinku)
- 1996: Melrose Place – Ben (występ gościnny w odcinku)
- 1997: Nuklearny szantaż (Crash Dive) – pan MacDonald
- 1997: JAG – Wojskowe Biuro Śledcze (JAG) – policjant (występ gościnny w odcinku)
- 1998: Losing Control – Jay
- 1999: Kancelaria adwokacka (The Practice) – Softcore Stud (występ gościnny w odcinku)
- 1999: Women: Stories of Passion – Jonathan (występ gościnny w odcinku)
- 1999: Niewidzialny myśliwiec (Stealth Fighter) – Mike Hudson
- 2001: Babski oddział (The Division) – Bartender (występ gościnny w odcinku)
- 2001: The Attic Expeditions – mężczyzna
- 2008: Superhero (Superhero Movie) – mąż zmarłej kobiety